# Laferté-sur-Aube
Laferté-sur-Aube är en kommun i departementet Haute-Marne i regionen Grand Est (tidigare regionen Champagne-Ardenne) i nordöstra Frankrike. Kommunen ligger i kantonen Châteauvillain som tillhör arrondissementet Chaumont. År 2022 hade Laferté-sur-Aube 310 invånare.

## Befolkningsutveckling
Antalet invånare i kommunen Laferté-sur-Aube
| Referens: INSEE |